# Ivan Gošnjak
Ivan Gošnjak (ur. 10 czerwca 1909 w Ogulinie, zm. 9 lutego 1980 w Belgradzie) – chorwacki i jugosłowiański polityk i wojskowy, generał armii, minister obrony Jugosławii (1953–1967).

## Życiorys
W Sisaku przyuczał się do zawodu stolarza. W 1933 roku wstąpił do Komunistycznej Partii Jugosławii (KPJ). W 1937 roku ukończył moskiewską Międzynarodową Szkołę Leninowską.
W latach 1937–1939 uczestniczył w hiszpańskiej wojnie domowej. Otrzymał stopień kapitana. Następnie wyjechał do Francji i w latach 1939–1941 był internowany. W 1942 roku przedostał się do Chorwacji i dołączył do oddziałów partyzanckich. Rok później został dowódcą sztabu generalnego Narodowej Armii Wyzwolenia Jugosławii.
W 1945 roku był posłem do zgromadzenia ludowego. Działał także w komitecie centralnym KPJ. W latach 1949–1953 był zastępcą ministra obrony. Następnie w latach 1953–1967 był zastępcą naczelnego dowódcy sił zbrojnych i ministrem obrony.